# Ruisseau de Lagaraille
Le Ruisseau de Lagaraille est une rivière française qui coule dans le département de la Gironde. C'est un affluent de la Petite Leyre.

## Géographie
De 10,5 km de longueur, le Ruisseau de Lagaraille prend sa source dans les Landes de Gascogne et coule entièrement sur la commune de Luxey et conflue en rive gauche un peu à l'amont du village, dans le département des Landes.

## Principal affluent
- Barade de Chantelause : 6,2 km

## Département et commune traversée
- département des Landes : Luxey.